# 사건 25시
사건 25시는 1993년 5월 1일부터 1994년 9월 24일까지 KBS 1TV에서 방송되었던 범죄 안전지대 프로그램이다.

## 진행자
| 대수 | 진행자 | 진행 기간                         |
| ---- | ------ | --------------------------------- |
| 1대  | 이윤성 | 1993년 5월 1일 ~ 1993년 7월 10일  |
| 2대  | 김성환 | 1993년 7월 17일 ~ 1994년 7월 30일 |
| 3대  | 조순용 | 1994년 8월 20일 ~ 1994년 9월 24일 |

## 편성 변경
1993년
- 8월 14일: 특별대탐사 《독도 365일》 2부 특집 프로그램 편성으로 결방.

1994년
- 8월 6일: 엑스포 과학공원 개장 축하 쇼 《과학은 내친구》 특집 프로그램 편성으로 결방.
- 8월 13일: 광복절 특별 공연 《상파울루 아리랑》 편성으로 결방.